# Deltadromeus
Deltadromeus là một chi khủng long, được Sereno Duthiel Iarochene Larsson Lyon Magwene Sidor Varricchio & J. A. Wilson mô tả khoa học năm 1996.